# X No.5
X No.5（エックス・ナンバー・ファイブ、生年月日不明 - ）は、日本の覆面レスラー。

## 経歴
- 2002年7月23日、KAIENTAI DOJOでデビュー。ユニット「X's」に加入したが後に、つぼ原人に洗脳されてユニット「パルプンテ」に移籍。その後、ユニット「ロス・クワトロ・タバスコス」との決着戦でチームは敗北して、じゃんけんの末にプエルトリコへの無期限再修業に送り出された。
- 2004年6月6日、千葉Blue Fieldで開催した「X's卒業興行」の全試合終了後に来場したが姿を消す。
- 2005年1月3日、K-DOJO千葉Blue Field大会「CLUB-K ビックリショー」に参戦したが再び姿を消す。
- 2012年4月8日、K-DOJO後楽園ホール大会「KAIENTAI DOJO 10周年記念興行 CLUB-K SUPER evolution10」にOB選手として参戦。

## 得意技
Xウイング

## 入場曲
- PHYSICAL NEUROSE（SP-MORRY） ※キングレコード「KAIENTAI DOJO」に収録

## テレビ出演
- THIS IS KAIENTAI DOJO（GAORA）